# Alphonse Martinez
Alphonse Martinez (* 6. Juni 1928 in Nîmes; † 16. Dezember 2021) war ein französischer Fußballspieler.

## Karriere
Der 178 Zentimeter große Abwehrspieler Martinez war 23 Jahre alt, als er in der Saison 1951/52 die Aufnahme in den Profikader des Erstligisten OGC Nizza erreichte. Im Saisonverlauf kam er zu einer Zeit, in der Ein- und Auswechslungen noch nicht möglich waren, zu seinem Debüt in der Eliteklasse des französischen Fußballs, jedoch wurde er zunächst kein weiteres Mal berücksichtigt. Dennoch zählte er dank der bestrittenen Begegnung zur Meistermannschaft des Jahres 1952, da die Teamkameraden den Titel sichern konnten. Nach 1952 wurde er häufiger aufgeboten, auch wenn er keinen unumstrittenen Stammplatz einnehmen konnte. 
Von 1955 an stellte er hingegen einen festen Bestandteil der ersten Elf dar und wurde 1956 zum zweiten Mal französischer Meister. Dies brachte dem Klub eine Teilnahme am Europapokal der Landesmeister 1956/57 ein, was für Martinez sein Debüt auf europäischer Ebene bedeutete. Insgesamt absolvierte er elf europaweite Spiele, ohne dabei einen Titel zu gewinnen. Gegen Ende der 1950er-Jahre büßte er seinen festen Platz bei Nizza wieder ein, erhielt aber weiterhin regelmäßig das Vertrauen seines Trainers. Nach seinem letzten Spiel kurz vor seinem 33. Geburtstag beendete er 1961 nach 193 Erstligapartien mit zwei Toren sowie zwei Meisterschaften seine aktive Laufbahn. Sein 1954 geborener Sohn Georges Martinez war später ebenfalls Profifußballer.